# The Four Just Men (1939)
The Four Just Men é um filme de suspense produzido no Reino Unido e lançado em 1939.
Trata-se de um remake sonoro do filme homônimo de 1921.